# Енергетичний вампір
Енергетичний вампір (або психічний вампір) — вигадана надприродна істота, яка підживлюється «життєвою силою» або «біополем» інших живих істот. Ця назва також застосовується щодо людей, які набувають енергійності в оточенні інших людей, але залишають цих людей виснаженими. Психічні (енергетичні) вампіри представлені в окультних віруваннях різних культур і в художніх творах.

## Психічна енергія
Для опису субстанції або сутності, які психічні вампіри отримують від інших, використовують поняття: енергія, ці (чи), життєва сила, прана тощо. Існування тілесної або психічної енергії, яку енергетичні вампіри нібито «вичерпують», не підтверджується жодними науковими медичними доказами.

## Емоційні вампіри
Американський письменник Альберт Бернстайн використовує фразу «емоційний вампір» для опису людей із розладами особистості, які «висмоктують» емоційну енергію з інших.

## Енергетичні вампіри
Термін «енергетичний вампір» також використовується метафорично для позначення людей, вплив яких змушує людину відчувати себе виснажено, розосередженою і пригнічено, не приписуючи це явище психічним втручанням.
Діон Форчун писала про психічний паразитизм у зв'язку з вампіризмом ще в 1930 році у своїй книзі «Психічна самооборона». Форчун вважала психічний вампіризм поєднанням екстрасенсорної та психологічної патології і розрізняла те, що вона вважала справжнім психічним вампіризмом, і психічні стани, які викликають подібні симптоми. Для останнього вона відносила індуковане божевілля та подібні явища.
Термін «психічний вампір» був популяризований у 1960-х роках Антоном Ла-Веєм та його Церквою Сатани. Ла-Вей писав на цю тему у своїй книзі «Сатанинська Біблія» і стверджував, що придумав цей термін. Ла-Вей використовував «психічного вампіра» для позначення духовно або емоційно слабкої людини, яка висмоктує життєву енергію з інших людей. Адам Парфрей також приписав цей термін Ла-Вею у вступі до «Зошита диявола».
Англійський співак і автор пісень Пітер Хемміл уважає автором терміна свого колишнього колегу по «Van der Graaf Generator», скрипаля Грема Сміта, який ввів термін «енергетичні вампіри» у 1970-х роках, щоб описати настирливих, надмірно завзятих шанувальників. Хемміл включив однойменну пісню до свого альбому The Future Now 1978 року.
На пострадянському просторі терміни «енергетичний вампір» і «психічний вампір» використовувалися як синоніми — в рамках окультного відродження.

## У масовій культурі
Американський комедійний телесеріал жахів 2019 року «Чим ми займаємося в тінях» має персонажа Коліна Робінсона, метафоричного і буквального «енергетичного вампіра», який виснажує життєві сили людей, поводячи себе нудно та засмучено.

## Субкультура вампірів
Соціологи Марк Бенеке, Асбйорн Йон та інші виокремили субкультуру людей, які представляють себе вампірами. Йон зауважив, що ентузіасти вампірської субкультури (англ. vampire lifestyle) наслідують традиційних психічних вампірів, описуючи «здобич життєвої сили або „пранічної“ енергії». Видатні діячі субкультури включають Мішель Беланджер, самозвану психічну вампірку, яка написала книгу «Кодекс психічних вампірів: посібник із магії та енергетичної роботи», опубліковану у 2004 році. Беланджер детально описує вампірський підхід до енергетичної медичної практики, яку, на її думку, психічні вампіри можуть використовувати для зцілення інших, що є спробою відмежувати субкультуру психічних вампірів від негативних конотацій вампіризму.

## Сексуальні вампіри
Споріднена міфологічна істота — сексуальний вампір, який, начебто, живиться сексуальною енергією. Сексуальні вампіри представлені сукубами та інкубами.